# أشويني (منزلة قمرية)
 

كوكبة الحمل تُظهر منزلة أشويني

أشويني (अश्विनी) هي أول ناكشاترا (منزلة قمرية) في علم الفلك الهندي يمتد من 0°-0'-0" درجة من برج الحمل وإلى الدرجة 13°-20'، والذي يمثل رأس برج الحمل، بما في ذلك النجمين أنور الشرطين وأخفى الشرطين. استخدم فاراهامييرا (القرن السادس) مسمى أشويني أو أشفيني على هذه المنزلة وهو الاسم الأقدم لها في أثارفافيدا  وكانت تُسمى أشفاياوجا في بانيني، بمعنى "تسخير الخيول".  هذه الناكشترا تنتمي إلى "ميشا راسي"، بعض الشخصيات البارزة التي ولدت في هذه الناكشاترا هي سانيا ميرزا، بهيمسن جوشي ، ويوكتا موكي.

## علم التنجيم
يحكم ناكشاترا أشويني العقدة القمرية الجنوبية والتي تسمى كيتو. وتُصنف منزلة أشويني على أنها منزلة صغيرة في علم اختيار الأوقات الفلكي، مما يعني أنه يُعتقد بأنه من المفيد البدء في أعمال ذات طبيعة دقيقة أو حساسة أثناء وجود القمر في هذه المنزلة.  ويحكم منزلة أشويني أشفيناس، الأخوين التوأم الذين خدموا كأطباء للآلهة والإلهات. وتمثل هذه المنزلة القمرية خلية النحل. 
تُحدد الأسماء الهندية التقليدية بناء على الجزء أو ما يُسمى (pada) من كل نكشاترا الذي وقع فيها الصاعد عند الولادة. وفي حالة منزلة أشويني، يبدأ الاسم المعطى بالمقاطع التالية: تشو، تشي، شو، لا. 